# Zołotari
Zołotari (ros. Золотари) – osiedle w Rosji, w obwodzie wołgogradzkim, w rejonie pałłasowskim. W 2010 liczyło 1394 mieszkańców.